# Муто, Акира (дипломат)
Акира Муто (яп. 武藤 顕; род. 17 июля 1960, Нью-Дели) — японский дипломат. Чрезвычайный и Полномочный Посол Японии в Российской Федерации с октября 2023 года.

## Биография
Родился 17 июля 1960 года в Нью-Дели, Индия. В 1985 году окончил экономический факультет Токийского университета и поступил на службу в Министерство иностранных дел Японии. Владеет японским, английским и русским языками.

## Дипломатическая карьера
На дипломатической службе с 1985 года. Занимал различные посты в центральном аппарате МИД Японии и за рубежом.
- В декабре 2000 года был назначен первым секретарём, а в январе 2002 года — советником Посольства Японии в России.
- С 2004 по 2007 год занимал руководящие должности в Департаменте экономики и в Службе разведки и анализа МИД.
- В марте 2007 года возглавил Отдел России в Департаменте Европы МИД Японии.
- В июле 2010 года стал начальником Отдела координации внешней политики.
- С сентября 2012 года — генеральный консул Японии в Бостоне.
- В июле 2014 года назначен заместителем генерального директора Департамента Европы в ранге посла.
- В октябре 2015 года перешёл на работу в Секретариат национальной безопасности Кабинета министров Японии.
- В период с 2018 по 2019 год был приглашённым научным сотрудником в Центре азиатско-тихоокеанских исследований Уолтера Х. Шоренштейна при Стэнфордском университете, где занимался изучением стратегических отношений между альянсом США и Японии, Россией и Китаем[2].
- В августе 2018 года назначен министром-посланником в Посольстве Японии в США.
- С июля 2019 года — генеральный консул Японии в Лос-Анджелесе[3]
- В августе 2022 года возглавил Институт подготовки специалистов для дипломатической службы при МИД Японии.
- В октябре 2023 года указом правительства Японии назначен Чрезвычайным и Полномочным Послом Японии в Российской Федерации. Сменил на этом посту Тоёхису Кодзуки. 5 ноября 2024 года вручил верительные грамоты президенту России Владимиру Путину[4]

### Деятельность на посту посла в России
- 20 мая 2024 года был принят Патриархом Московским и всея Руси Кириллом. На встрече обсуждались исторические духовные связи между Японией и Россией[5]
- 4 июня 2025 года встретился с заместителем министра иностранных дел РФ А. Ю. Руденко. В ходе встречи российская сторона заявила, что отношения между странами «деградировали до беспрецедентно низкого уровня» из-за «недружественного курса» Токио, и подчеркнула, что диалог возможен только при отказе Японии от этой политики[6]